# António Cardoso e Cunha
António José Baptista Cardoso e Cunha GCC • GCIH (Leiria, Leiria, 28 de janeiro de 1933 – 24 de janeiro de 2021) foi um engenheiro químico e político português.

## Biografia
Engenheiro na indústria química, foi militante destacado do Partido Social Democrata, pelo qual foi eleito deputado à Assembleia da República. 
Nos primeiros dois governos formados pela Aliança Democrática foi Ministro da Agricultura e Pescas, sendo primeiros-ministros Francisco Sá Carneiro e Francisco Pinto Balsemão. 
Em 1986 foi o primeiro português nomeado para o cargo de Comissário Europeu para os Assuntos Marítimos e as Pescas, permanecendo nesta função até 1993. Primeiro, foi-lhe atribuída a pasta das Pescas, até que, em 1989, passou a ser o comissário responsável pelas áreas das Pequenas e Médias Empresas, Artesanato, Comércio, Turismo e Economia Social, Pessoal e Administração e Energia. 
A 9 de Junho de 1993 foi agraciado com a Grã-Cruz da Ordem do Infante D. Henrique.
No final dos anos 1990 exerceu funções como comissário da Expo'98 e de administrador de empresas adjacentes ao evento, como a Parque Expo, depois substituído por José Torres Campos.
A 9 de Junho de 1998 foi agraciado com a Grã-Cruz da Ordem Militar de Nosso Senhor Jesus Cristo.
Foi, em seguida, presidente do Conselho de Administração da TAP, tendo saído do cargo em 2004, ano em que lhe sucedeu Fernando Pinto.
Morreu em 24 de janeiro de 2021, aos 87 anos.

## Funções governamentais exercidas
- Ministro da Agricultura e Pescas dos VI e VII Governos Constitucionais